# 新規参入 (携帯電話)
携帯電話における新規参入（しんきさんにゅう）は、大きく分けて2つある。
1. 特定の事業者が、携帯電話事業に参入してくること。
2. 特定のメーカーが、特定のキャリアへ端末供給を新たに行うこと。

## 新規事業者の参入
携帯電話事業は、日本電信電話株式会社が1987年に行ったのが始まりで、その後日本移動通信/DDIセルラーグループの参入を皮切りに、現在の体制が出来上がっていく。

### 事業者参入の歴史
- 1979年 旧日本電信電話公社が自動車電話サービスを開始。
- 1987年 日本電信電話株式会社（現NTTドコモ）が自動車電話サービスを開始。
- 1988年 「日本移動通信」(IDO・現au)が自動車電話・携帯電話サービスを開始。
  - 以後、DDIセルラーグループ（現au）も1989年～1992年にかけて、自動車電話・携帯電話サービスを開始。
- 1994年 デジタルホン（現SoftBank）とツーカーグループ(現在はKDDIに統合)が参入。
- 1996年 デジタルツーカー（現SoftBank）が1月より九州でサービスを開始し、1997年2月までに東名阪を除く全地域でサービス開始。
- 2007年3月31日 イー・モバイル（現Y!mobile）が参入、サービス開始。

## 特定キャリアへの端末供給開始
今まで供給していなかった、あるいは一旦撤退したキャリアへの端末供給開始も、新規参入と呼ばれることがある。
auにシャープおよびパナソニック モバイルコミュニケーションズが参入したほか、パナソニック モバイルコミュニケーションズに関してはボーダフォン（2006年10月1日よりSoftBank）にも参入した。
その他、NTTドコモへも三洋電機が再参入している。